# Муніципальна поліція

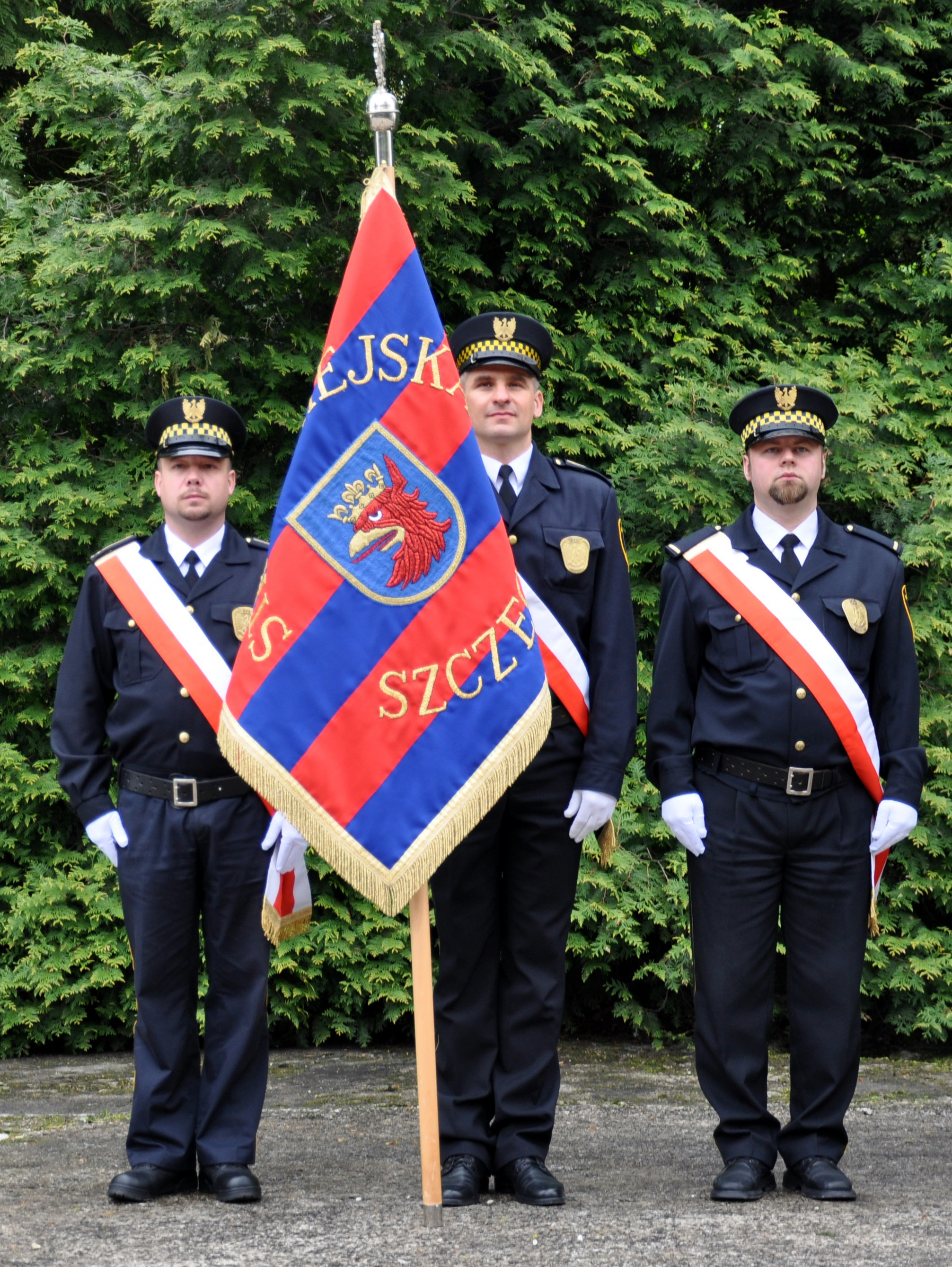
Муніципальна поліція Польщі, Щецин

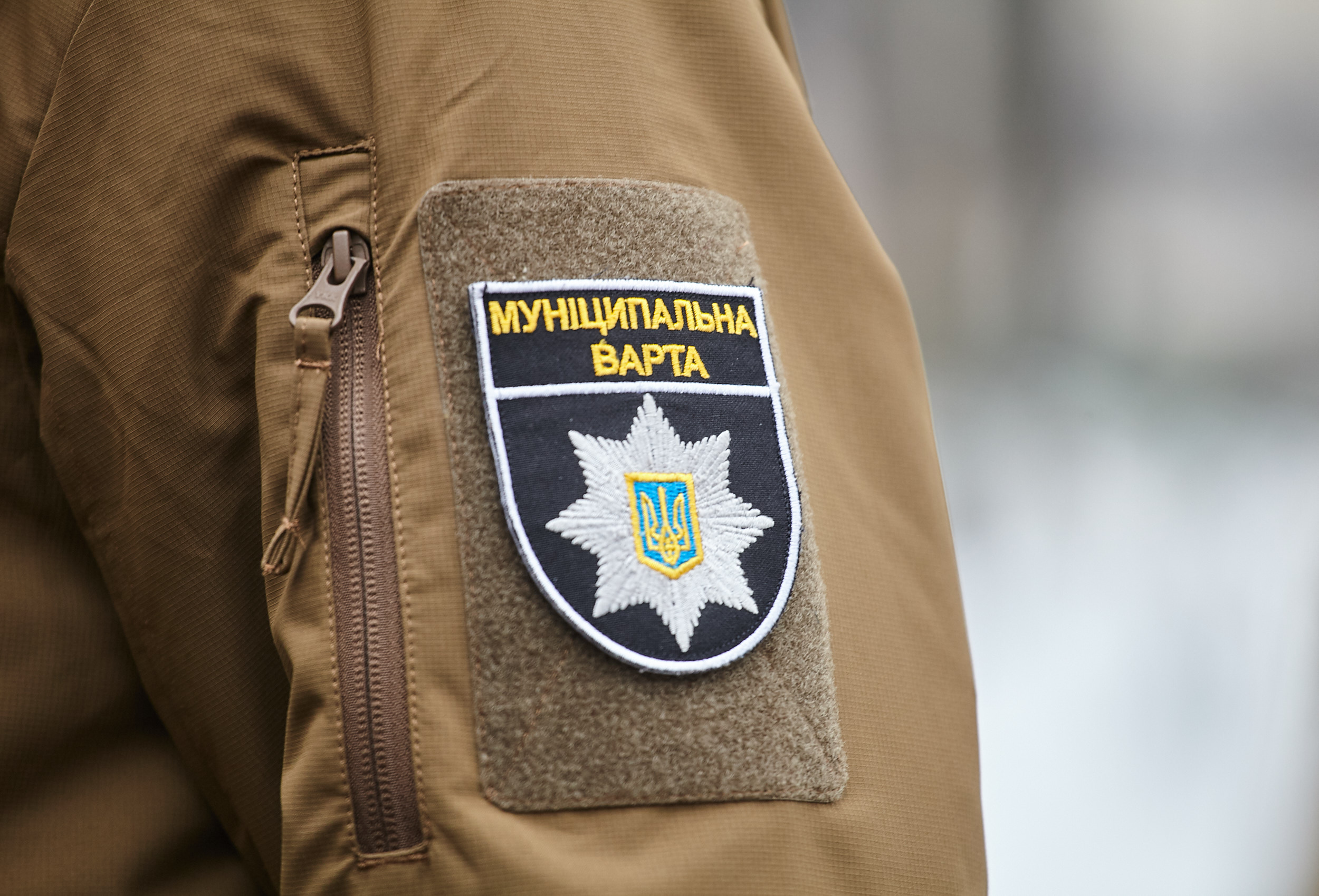
Муніципальна варта (Україна)

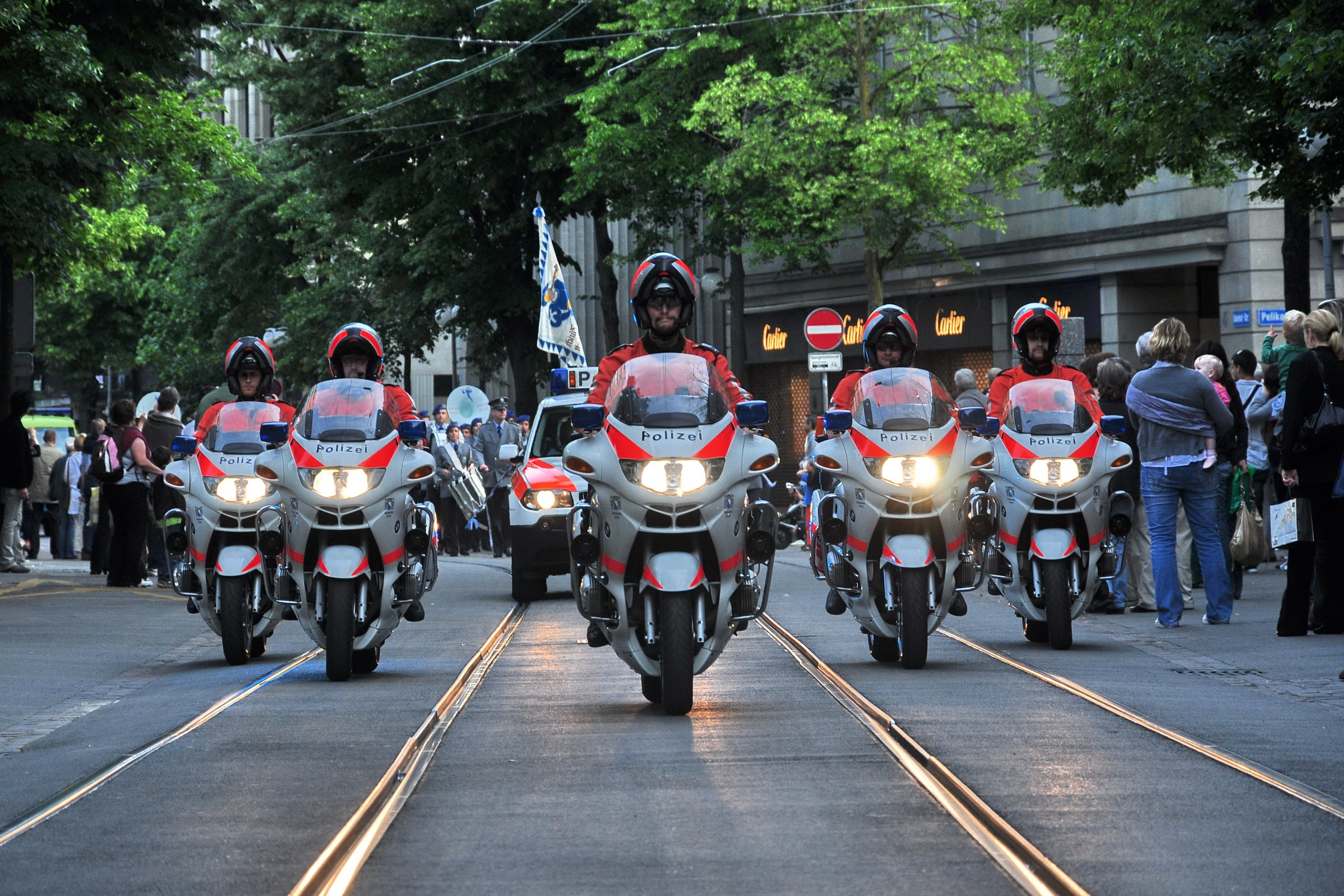
Швейцарська Stadtpolizei

Муніципальна поліція — правоохоронні органи, які знаходяться під контролем місцевих органів влади, включаючи муніципальну владу там, де найменше адміністративно-територіальний поділ. Муніципальна поліція отримує заробітну плату з міського бюджету і, як правило, у неї менше прав, ніж у звичайної поліції. Повноваження та обладнання муніципальних поліцейських часто дуже обмежені.

## Термін
У теорії поліцеїстики не втрачає актуальності питання щодо співвідношення понять «муніципальна поліція» та «місцева поліція». У сучасній поліцеїстиці існує переконання щодо можливості ототожнення муніципальної та місцевої поліції (міліції), які за функціональним призначенням належать до поліції (міліції) громадської безпеки. У цьому контексті заслуговує на увагу позиція Ю. П. Соловея, який наголошує на доцільності кваліфікації муніципальної поліції (міліції) як різновиду місцевої поліції (міліції), що унеможливлює їх діяльність замість органів національної поліції (міліції), а передбачає співіснування та взаємодію з ними за умови чіткого розмежування компетенції. Водночас слід визнати, що поняття «місцева поліція» є набагато ширшим у порівнянні з категорією «муніципальна поліція», оскільки воно вживається для визначення усієї сукупності органів, підрозділів та окремих працівники, які виконують свої функції на місцях. Вони не обов'язково мають підпорядковуватися органам місцевого самоврядування і фінансуватися виключно за кошти місцевих бюджетів. Підрозділи муніципальної поліції натомість створюються територіальними громадами та підпорядковуються виключно органам місцевого самоврядування. На рівні окремого населеного пункту (територіальної громади) вони локально реалізують специфічну соціальну місію з виконання сформульованого у рішеннях органів місцевого самоврядування «соціального замовлення» на охорону громадського порядку.

## Історія
У будь-якому політично організованому суспільстві об'єктивно виникає потреба в особливому апараті, який би шляхом примусу здійснював боротьбу з правопорушеннями. Такий апарат існував і існує сьогодні в усіх країнах.
В античному світі обов'язки щодо забезпечення правопорядку покладалися спочатку на військо, але згодом, по мірі розвитку цивілізації для виконання цих обов'язків поступово формуються спеціальні інститути публічної влади, які з 20-х років XVIII сторіччя починають позначатися терміном «поліція». З історії відомо, що поліцейські формування вже були відомі в Єгипті часів Нового царства (XVI — ХІІ ст. до Р. Х.). Там на них покладалися функції щодо охорони каналів та кордонів держави, нагляду за рабами тощо. Добре був відомий цей інститут античним державам-містам Стародавньої Греції та Стародавньому Риму. Наприклад в Римі ще в I ст. до Р. Х. імператором Октавіаном Августом було створення спеціальне формування «вігілів», яке цілодобово охороняло громадський порядок, державне та приватне майно в межах міста Рима. Цікаво, що керівництво вігілами здійснював голова міської адміністрації — префект, який в свою чергу, наділявся широкою компетенцією щодо розгляду цивільних та кримінальних справ.
Характерною особливістю поліцейських формувань в античному світі було те, що вони виступали представниками центральної влади, виконували наглядово-репресивні функції та мали загальнодержавний статус.
В епоху середньовіччя організація та функціонування поліції здійснюється на інших засадах — поліцейські формування втрачають загальнодержавний статус, вони утворюються незалежно від центральної влади практично в кожній сеньйорії або комуні. Лише в XV—XVII сторіччях в країна Європи (за винятком Англії) спостерігається процес централізації керівництва поліцією, який був обґрунтований теорією «поліцейської держави», що фактично виправдовувала право загальнодержавної поліції на застосування незаконних методів діяльності.

### Англійська модель

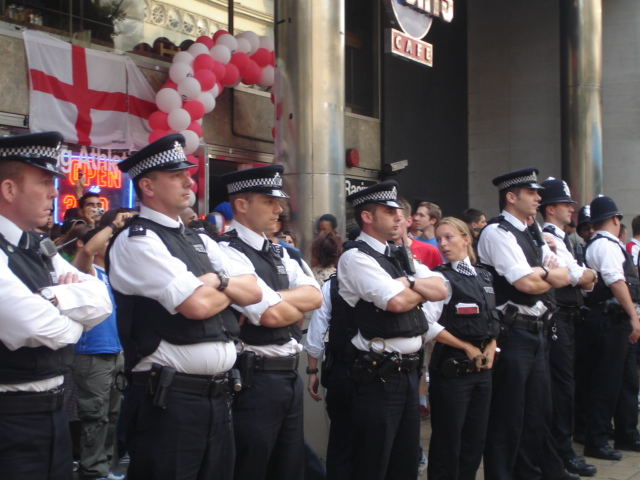
Міська поліція Лондона

В Англії доктрина «поліцейської держави» не отримала поширення, а керівництво поліцейськими формуваннями у зв'язку із зміцненням місцевого самоврядування, навпаки, децентралізується та вже з XIVсторіччя зосереджується в руках мирових суддів. Підвалини сучасної поліцейської системи Великої Британії були закладені ще у 1829 р., коли був прийнятий закон про створення Столичної лондонської поліції — перше професійне поліцейське формування Англії. Через деякий час законом про поліцейські корпорації і законами про поліції міських поселень була утворена поліція міських поселень, а законами про поліції графств і міських поселень у 1856 р. — поліція графств. Також Закон 1889 р., відповідно до якого самостійна міська поліція зберігалась тільки у містах з населенням не менш ніж 10 тис. мешканців. Що ж до створення міської поліції, то таку можливість мали (згідно з Законом 1882 р.) лише міста з населенням не нижче 20 тис. мешканців. Але й стосовно міст, які вже мали або могли мати власну поліцію, збереження поліції або її створення було їх правом, а не обов'язком. За угодою між містами та графствами створювалась загальна поліція, яка підпорядковувалась поліцейському управлінню графства. Органами міського самоврядування, в чиїх руках знаходилось керування справами поліції, були міська рада і обрана нею поліцейська комісія (або комісія поліцейського управління). Саме поліцейська комісія призначала і звільняла начальника міської поліції, всіх поліцейських чинів, здійснювала загальне керівництво поліцією, не втручаючись однак у справи оперативного управління, що було привілею керівника поліції.

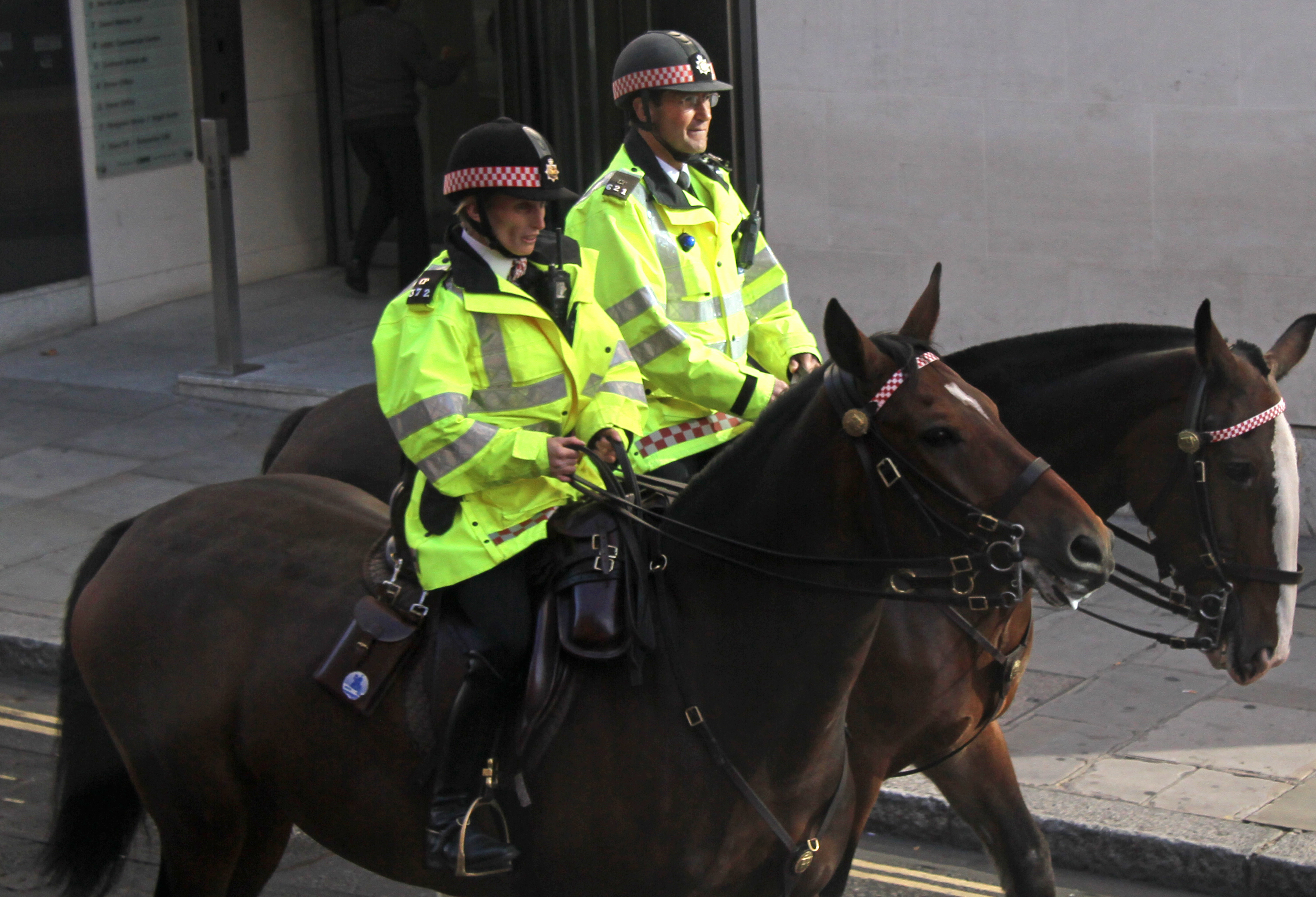
Поліція Лондонського Сіті

Наведена організація міської поліції поширювалась на всю територію Англії, за виключенням Лондону, поліцейське обслуговування якого здійснювала (і продовжують здійснювати за нашого часу) поліція Сіті та столична поліція (Metropolitan Police District).
В Сіті, як і в інших місцевостях Англії, поліція була муніципальною і повністю утримувалась за рахунок міських коштів. У той же час за своєю організацією вона більшою мірою наближувалась до поліції графств, ніж поліції міст. Загальне керівництво поліцією Сіті здійснювала поліцейська комісія. Начальник поліції призначався радою міста (Common Council) і затверджувався міністром внутрішніх справ. Право його звільнення належало короні, а також суду (Court of Aldermen). Інші чини поліції призначались її начальником. Зазначимо, що за нашого часу поліція Лондонського Сіті є найменшим поліцейським формуванням Сполученого Королівства, яке налічує у своїх лавах близько 900 співробітників і несе повну відповідальність за збереження правопорядку у діловому центрі Лондона — Сіті (на одній квадратній милі в межах колишньої міської стіни). Вона є самостійною і незалежною від Столичної Лондонської поліції. Що ж до останньої, то вона була і є державною поліцією.
Підсумовуючи, зазначимо, що якщо до XX ст. визначальною ознакою поліцейської системи Великої Британії була децентралізація управління цією системою, що забезпечувало значну самостійність поліцейських органів регіонів відносно центральної влади, то з початку ХХ століття спостерігається посилення впливу на поліцію органів центральної влади. Особливо цей процес посилився після першої світової війни коли послідовно були прийняті закони про поліцію — 1919 р., 1927 р., 1943 р., 1946 р., 1964 р., які суттєво вплинули на організаційне та правове оформлення загальнонаціональної системи. Відзначимо також значення Закону «Про Поліцію та Магістратські суди» (1994 р.) та Закону про поліцію 1996 р., які значно розширили повноваження міністра внутрішніх справ щодо управління поліцією. Цьому процесу сприяло і створення центральних поліцейських служб.
За сучасних умов діяльність з управління поліцією Великої Британії базується на трибічних відносинах між урядом, місцевими поліцейськими управліннями та головними офіцерами поліції (керівниками поліцейських формувань). На місцевому рівні контроль здійснюють місцеві поліцейські управління. В той же час міністр внутрішніх справ має широкий діапазон повноважень, які дозволяють йому здійснювати контроль над місцевими поліцейськими силами та впливати на формування політики поліції по всій країні. Зокрема, він щорічно визначає загальнонаціональні пріоритети для поліції і контролює їх дотримання поліцейськими силами всієї країни.

### Типологія
Становлення поліції в країнах Європи відбувалося в умовах боротьби централістських та децентралістських тенденцій. Ці тенденції на рубежі ХІХ — ХХ сторіч визначили різні організаційно-правові принципи функціонування поліцейських формувань та різні підходи до визначення змісту поліцейської діяльності — британський та континентальний.
Для Великої Британії характерним стає те, що, по-перше, керівництво поліцією здійснюється місцевими виборними органами влади, по-друге, до її обов'язків відносять три основних функції — підтримання порядку, розкриття злочинів, регулювання вуличного руху — ці функції взаємопов'язані і становлять більш загальну функцію охорони громадської безпеки.
В країнах континентальної Європи керівництво поліцією централізується (в окремих країнах поряд із загальнодержавною зберігаються муніципальна поліція, але вона діє лише в містах та виконує обмежені завдання), а її функції значно розширюються. Зокрема, на поліцію покладаються також і завдання щодо запобігання правопорушень різних сферах суспільної діяльності (відповідно, виникає пожежна, ветеринарна, мисливська, будівельна поліція тощо).

## В різних країнах світу
Муніципальні поліцейські формування функціонують в багатьох країнах світу. Їх структура, організація і обсяг компетенції відрізняються великою розмаїтістю та залежать від специфіки державного управління, адміністративно-територіального устрою, політико-правових традицій та компетенції поліцейської діяльності.
Так, наприклад, у другій половині XIX — на початку XX ст. майже у всіх столицях та найбільш великих комерційних центрах поліція знаходилась під безпосереднім контролем держави, а не містах. В Берліні, Відні, Римі, Будапешті, Мадриді начальники поліції призначалися короною і були відповідальним перед міністром внутрішніх справ. У Парижі голова поліції призначався президентом республіки, у Копенгагені, Стокгольмі — королями Данії та Швеції й таке інше. В той же час у провінційних містах Англії і Шотландії, а також в менш великих містах Європи (Берн, Цюрих, Штутгарт та інших) поліція була підпорядкована органам місцевого самоврядування. На той час найбільш великим містом Європи, поліція якого знаходилась під муніципальним контролем, був Глазго з населенням у 785000 мешканців.

### США

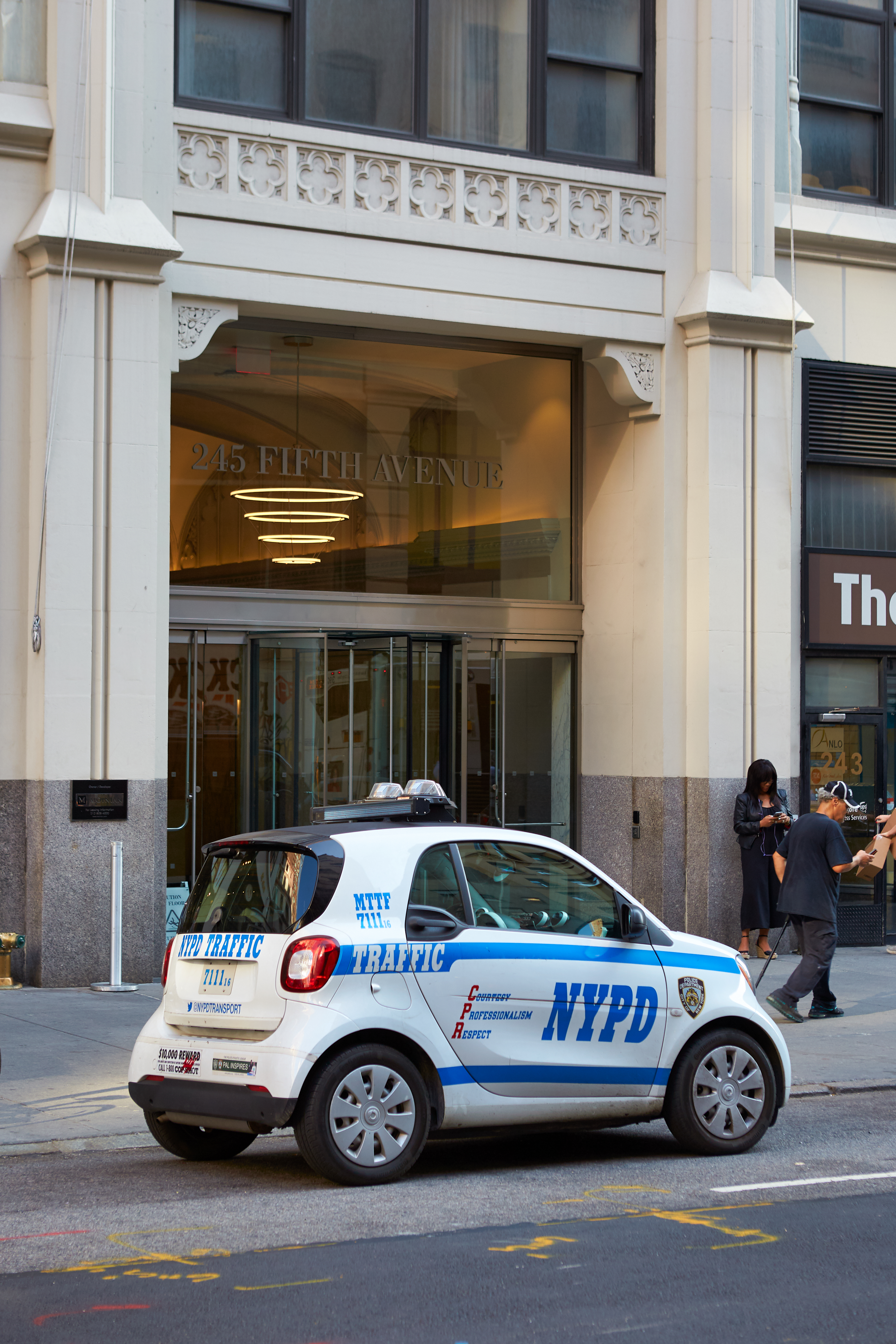
Департамент поліції Нью-Йорка

Ґрунтуючись на повноваженнях, що закріплені за штатами та їх органами управління, поліцейські агенції кожного штату автономні одна від одної і від федеральних правоохоронних органів. Також автономні (у межах традиційної автономії місцевих органів влади) поліцейські формування місцевих органів управління, що становлять основу поліцейської системи США.
Низовий рівень загальної структури правоохоронних органів США — муніципальні правоохоронні органи. Це найбільш чисельний загін правоохоронних органів, в яких сконцентрована більшість офіцерів поліції (за існуючими даними, співробітники муніципальних та шерифських департаментів становлять 80 % персоналу поліції: відповідно 58,6 % і 22,4 %; по 10 % припадає на — поліцію штатів та федеральні органи).
Майже половина поліцейських департаментів муніципалітетів обслуговують міста з населенням близько 100 тис. чоловік. У той же час є і поліцейські структури, які здійснюють свою діяльність у містах з населенням від 400 тисяч до декількох мільйонів мешканців. Всього нараховують 25 великих міст, поліцейські департаменти яких складають лише 0,2 % від всіх правоохоронних агентств США, але в яких в той же час працює більше 15 % всіх офіцерів поліції.
Прикладом останніх є поліцейський департамент Нью-Йорку, який є найбільшим підрозділом муніципальної поліції у США та другим у світі (після поліції Токіо). Заснований ще у 1845 р., він за сучасних умов обслуговує місто з населенням більше 7 млн мешканців, загальна чисельність його персоналу становить більше 40 тис. працівників (37 тис. — поліцейські у формі, у тому числі майже 6 тисяч жінок-поліцейських, і більше 7 тисяч — службовці поліції).
Муніципальна поліція діє на території своїх міст, у межах повноважень, визначених мером або міською радою. В той же час фактично й неформально у цій країні склалася система, яка забезпечує підпорядкування територіальних формувань федеральному уряду. Сьогоднішній стан розвитку правоохоронних органів характеризує посилення тенденції до централізації влади.

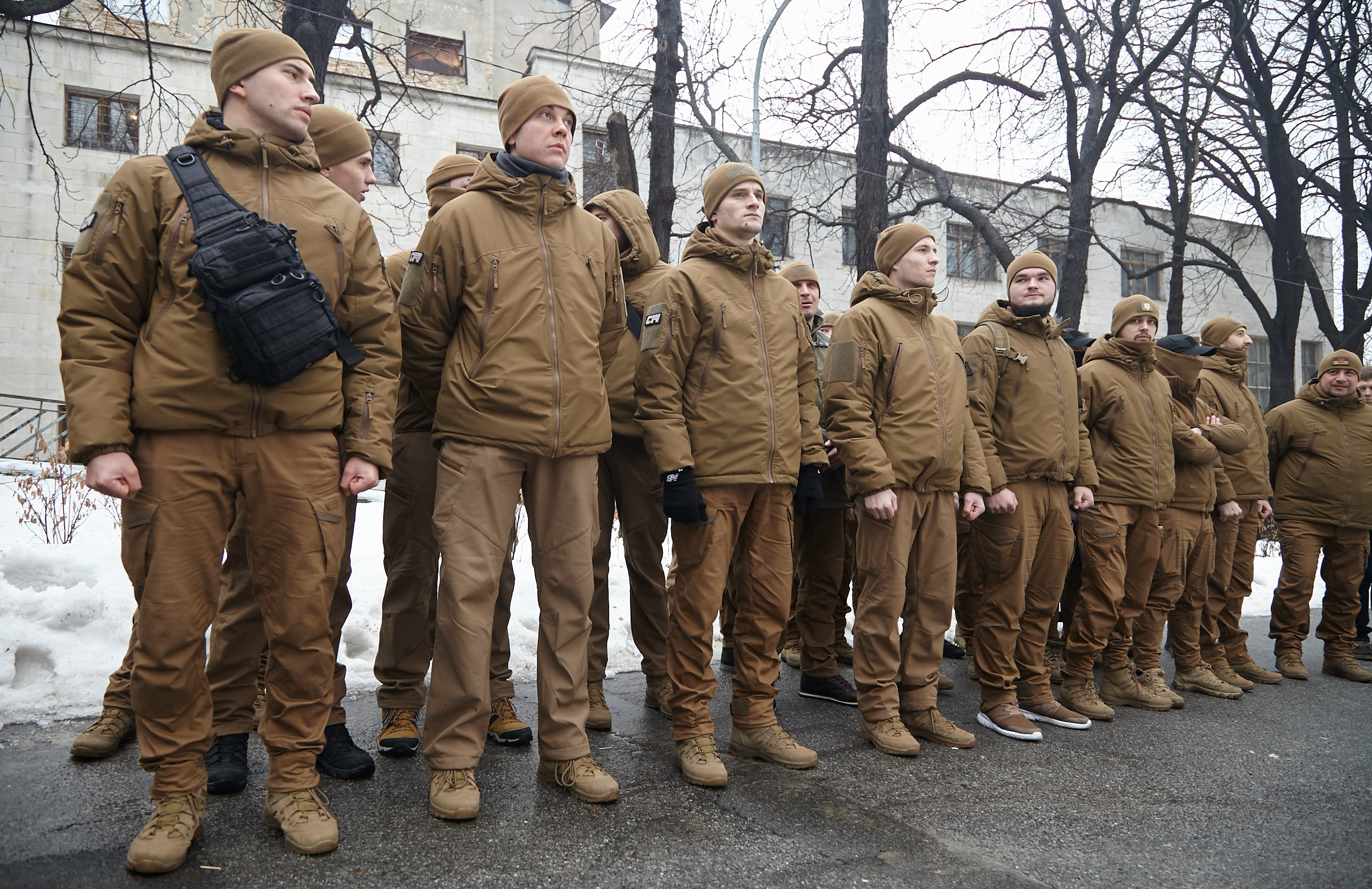
Муніципальна варта Києва

### Муніципальна поліція в Україні
В Україні діяльність муніципальної поліції законодавчо неврегульована. Водночас у різних громадах функціонують комунальні підприємства чи установи, що частково виконують функції муніципальної поліції. Назви і повноваження таких підприємств різняться поміж громадами. Зокрема, серед назв зустрічаються: «муніципальна варта» або «міська варта», «муніципальна дружина» та «муніципальна охорона». Водночас використовувати у назві слово «поліція» комунальним підприємствам заборонено із травня 2019 року.

### Список
| Держава    | Назва                                                                        | Оригінальна назва |
| ---------- | ---------------------------------------------------------------------------- | --- |
| Албанія    | Муніципальна поліція                                                         | - алб. Policia Bashkiake |
| Алжир      | Муніципальна гвардія                                                         | - араб. حرس البلدي |
| Аргентина  | Муніципальна поліція (Буенос Айрес)                                          | - ісп. Policía de la Ciudad de Buenos Aires |
| Австрія    | Муніципальна поліція                                                         | - нім. Stadtpolizei, Gemeindepolizei, Gemeindesicherheitswache, Gemeindewachkörper |
| Бельгія    | Місцева поліція                                                              | - фр. Police Locale - фр. Gardien De La Paix - нід. Lokale Politie - нід. Gemeenschapswacht-vaststeller - нім. Lokale Polizei                                                          |
| Бразилія   | Муніципальна гвардія                                                         | - порт. Guardas Municipais |
| Чехія      | Муніципальна поліція                                                         | - чеськ. městská policie, obecní policie |
| Естонія    | Муніципальна поліція                                                         | - ест. Munitsipaalpolitsei, MuPo, MunPol |
| Франція    | Муніципальна поліція                                                         | - фр. police municipale |
| Німеччина  | Міська поліція                                                               | - нім. Stadtpolizei, Kommunalpolizei, Polizeibehörde |
| Греція     | Муніципальна поліція                                                         | - грец. Δημοτική Αστυνομία |
| Угорщина   | Муніципальна поліція                                                         | - угор. Önkormányzati Rendészet, Városőrség |
| Індонезія  | Муніципальна поліція                                                         | - індонез. Satuan Polisi Pamong Praja ("SATPOL PP") |
| Італія     | Муніципальна поліція                                                         | - італ. Polizia Municipale, Polizia Comunale, Polizia Urbana, Polizia Locale, Vigili Urbani - фр. Police municipale - нім. Stadtpolizei or Gemeindepolizei - словен. Občinska policija |
| Казахстан  | Місцева поліція                                                              | - каз. Жергілікті полиция |
| Латвія     | Муніципальна поліція                                                         | - латис. Pašvaldības policija |
| Литва      | Департаменти                                                                 | - лит. Viešosios tvarkos skyrius |
| Мексика    | Муніципальна поліція                                                         | - ісп. Policía Municipal |
| Нідерланди | Муніципальна поліція                                                         | - нід. Handhaving, Toezicht, Stadswacht, BOA (Bijzonder OpsporingsAmbtenaar) |
| Польща     | Міська варта                                                                 | - пол. Straż miejska, Straż gminna |
| Португалія | Муніципальна поліція                                                         | - порт. Polícia Municipal |
| Румунія    | Місцева поліція                                                              | - рум. Poliţia Locală |
| Сербія     | Комунальна поліція                                                           | - серб. Комунална Полиција |
| Словаччина | Муніципальна поліція                                                         | - словац. mestská polícia, obecná polícia |
| Словенія   | Комунальна поліція                                                           | - словен. Občinsko Redarstvo |
| Іспанія    | Муніципальна поліція                                                         | - ісп. Policía Municipal, Policía Local - баск. Udaltzaingoa - кат. Guàrdia Urbana |
| Швейцарія  | Муніципальна поліція                                                         | - фр. Police municipale - нім. Stadtpolizei, Gemeindepolizei, Regionalpolizei - ромш. Polizia Cumûnala - італ. Polizia Municipale                                                      |
| Туніс      | Муніципальна поліція                                                         | - араб. الشرطة البلدية |
| Туреччина  | Муніципальна поліція                                                         | - тур. Belediye Zabıtası |
| Україна    | Муніципальна варта, міська варта, муніципальна дружина, муніципальна охорона | - укр. Муніципальна варта |